# ГЕС Sugag
ГЕС Sugag — гідроелектростанція у центральній частині Румунії, в повіті Алба (історичний регіон Трансільванія). Входить до каскаду на річці Себеш (ліва притока Мурешу, який в свою чергу є лівою притокою Тиси), знаходячись між ГЕС Gilceag (вище за течією) та ГЕС Sasciori.
У процесі спорудження станції, введеної в експлуатацію у 1984 році, річку перекрили бетонною арковою греблею Тау висотою 78 метрів та довжиною 187 метрів, на спорудження якої пішло 92 тис. м3 матеріалу. Вона утворила водосховище площею поверхні 0,2 км2 та об'ємом 21 млн м3, до якого, окрім відпрацьованої на ГЕС Gilceag води, надходить ресурс із потоків Dobra та Sugag, протранспортований за допомогою водозбірного тунелю довжиною 7 км.
Від греблі до машинного залу веде тунель довжиною 8,2 км та діаметром 4 метри, який після системи із балансуючою камерою переходить у напірний водовід довжиною 0,3 км із діаметром 3,3 метра. Така схема забезпечує максимальний напір у 381 метр. Підземний машинний зал, доступ до якого забезпечує придатна для автомобілів галерея довжиною 0,6 км, обладнано двома турбінами типу Френсіс із загальною потужністю у 150 МВт. Відпрацьована вода відводиться у ту ж річку Себеш до створеного греблею Capalna водосховища Nedeiu (живить ГЕС Sasciori), для чого споруджено тунель довжиною 5,5 км.